# باول جاكوبس (موسيقي أمريكي)
باول جاكوبس (بالإنجليزية: Paul Jacobs)‏ هو موسيقي وعازف بيانو أمريكي، ولد في 22 يونيو 1930، وتوفي في 25 سبتمبر 1983.

## وصلات خارجية
- بول جاكوبس على موقع ميوزك برينز (الإنجليزية)
- بول جاكوبس على موقع أول ميوزيك (الإنجليزية)
- بول جاكوبس على موقع ديسكوغز (الإنجليزية)